# Lukas Forchhammer

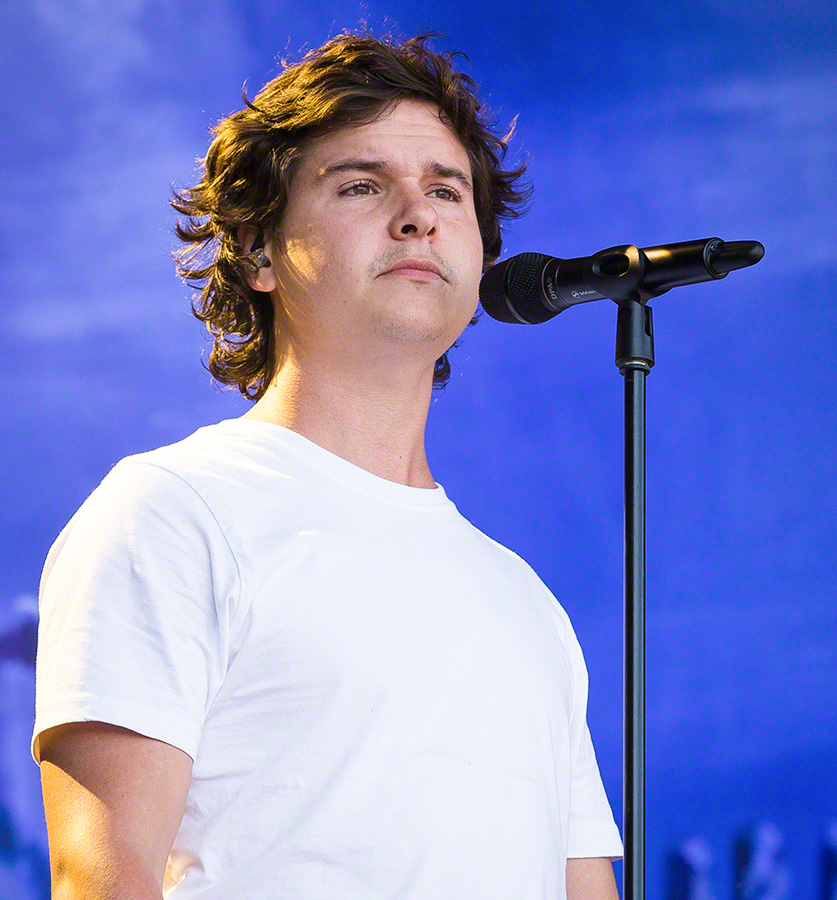
Lukas Forchhammer 2016

Lukas Forchhammer (* 18. September 1988 in Freistadt Christiania, Kopenhagen, bekannt unter dem Namen Lukas Graham) ist ein dänischer Sänger und Songwriter. Bekannt wurde er mit seiner nach ihm benannten Band Lukas Graham.

## Leben
Lukas Forchhammer wurde in der „Freistadt Christiania“, einer autonomen Wohnsiedlung in Kopenhagen, als Sohn einer Dänin und eines Iren geboren. Dort wuchs er mit seinen zwei Schwestern Ella und Niamh auf. Schon im jungen Alter wurde sein Talent erkannt, sodass er im Alter von fünf Jahren in den dänischen Familienfilmen Krummerne (Krümel-Reihe) wie Frech wie Krümel, Krümel im Chaos, Krümel hat Ferien und Krummernes Jul vorkommt. Zudem war er dänischer Synchronsprecher in einigen Animations- und Trickfilmen. Im Alter von acht Jahren besuchte Forchhammer eine Musikschule, wo sein stimmliches Bild stark zur Musik inspiriert wurde.
Forchhammer lebt in Christiania und Hollywood. Mit seiner Lebensgefährtin hat er zwei Töchter (* 2016 und 2020).
2020 wurde die Dokumentation 7 Years of Lukas Graham veröffentlicht, in der Forchhammer im Fokus steht.